# Anna dei miracoli
Anna dei miracoli (The Miracle Worker) è un film del 1962 diretto da Arthur Penn, ispirato alla storia vera della sordo-cieca Helen Keller e della sua insegnante Anne Sullivan. Fu rieditato anche col titolo Al di là del silenzio - Anna dei miracoli.

## Trama
Tuscumbia, Alabama, 1886: Helen Keller è cieca e sorda da quando era piccola, circa all'età di sei mesi, e viene cresciuta dai genitori Kate e Arthur, che assecondano ogni suo capriccio. La bambina arriva così a permettersi qualsiasi cosa, mangia con le mani, distrugge gli oggetti e butta per terra i fogli su cui lavora il padre. Pur amandola molto, il padre e il fratellastro non riescono più a sopportarla. Pensano persino di farla rinchiudere in un ospizio per malati mentali, ma le disperate richieste della madre li convincono a contattare un centro di Boston, chiedendo l'invio di una persona che si occupi della scatenata Helen.
Dalla grande città giunge una giovane donna, Anne Sullivan, alle prime armi ma molto determinata e segnata da un'infanzia alquanto difficile. Anche lei era cieca, e ha passato diversi anni in manicomio nelle condizioni più disumane. Sin dai primi contatti con Helen si rende conto dell'intelligenza della piccola, vanificata dai continui capricci cui nessuno ha mai opposto resistenza. Annie decide quindi di imprimere una svolta radicale alla sua vita disordinata, lottando in tutti i modi per insegnarle la disciplina. Questi metodi non sono però apprezzati dai genitori della bambina, i quali non credono che il comportamento della figlia possa migliorare. Propensi a licenziare l'energica maestra, vengono infine dissuasi dalle sue argomentazioni.
Annie chiede di poter lavorare con Helen in completa solitudine per un periodo, lontano dalla presenza dei cari, in modo tale da impartirle una nuova educazione. I Keller abitano in una grande tenuta di campagna, all'interno della quale si trova una baracca semi-abbandonata e sufficientemente distante dalla loro abitazione. Per Annie è il luogo ideale, e così maestra e allieva vi si insediano per un paio di settimane. L'impegno della donna bostoniana si scontra per un certo periodo contro un muro di indisciplina, ma, con il passare dei giorni, la bambina comincia ad accettare alcune restrizioni: beve nel bicchiere, modera le proprie intemperanze e impara l'ubbidienza. Tuttavia, non riesce ancora a collegare le parole insegnate (e ripetute con i gesti dell'alfabeto per i muti) con l'ente che esse designano.
Al termine delle due settimane, Kate si mostra ansiosa di riabbracciare la figlia. A nulla valgono le nuove insistenze dell'istitutrice, conscia di aver svolto solo una parte del proprio lavoro. Helen viene riportata a casa: per i genitori è sufficiente averne moderato i comportamenti e averle insegnato la pulizia. Tuttavia, durante un pranzo con tutta la famiglia, alla presenza anche della zia e del fratellastro, la piccola dà nuovamente l'idea di voler riprendere le vecchie abitudini. Annie, allora, la strappa con forza dall'indulgenza del padre e della madre e la conduce in giardino, moltiplicando i suoi sforzi per portarla a collegare le parole con le cose. D'improvviso Helen pronuncia la parola "acqua", manifestando di aver capito la lezione, comprendendo il nesso tra la parola "acqua" nell'alfabeto dei muti insegnatole da Annie e la parola acqua imparata da piccola. È il primo grande passo verso una vita autonoma, mentre i Keller, riconoscenti verso la maestra, sommergono Helen in un grande abbraccio. Più tardi, è la stessa bambina a raggiungere Annie, baciandola con gratitudine.

## Riconoscimenti
- 1963 - Premio Oscar
  - Miglior attrice protagonista a Anne Bancroft
  - Miglior attrice non protagonista a Patty Duke
  - Candidatura Migliore regia a Arthur Penn
  - Candidatura Migliore sceneggiatura non originale a William Gibson
  - Candidatura Migliori costumi a Ruth Morley
- 1963 - Golden Globe
  - Candidatura Miglior film drammatico
  - Candidatura Miglior attrice in un film drammatico a Anne Bancroft
  - Candidatura Miglior attrice non protagonista a Patty Duke
- 1963 - Premio BAFTA
  - Miglior attrice protagonista a Anne Bancroft
  - Candidatura Miglior film
- 1962 - National Board of Review Award
  - Migliori dieci film
  - Miglior attrice protagonista a Anne Bancroft

- 1963 - Directors Guild of America
  - Candidatura DGA Award a Arthur Penn
- 1963 - Laurel Award
  - Miglior attrice non protagonista a Patty Duke
  - Candidatura Miglior film
  - Candidatura Miglior attrice protagonista a Anne Bancroft
- 1963 - Photoplay Award
  - Medaglia d'Oro
- 1962 - Festival internazionale del cinema di San Sebastián
  - OCIC Award a Arthur Penn
  - Miglior attrice protagonista a Anne Bancroft
- 1963 - Writers Guild of America
  - Candidatura WGA Award a William Gibson
- 2024
  - è stato selezionato per la conservazione nel National Film Registry degli Stati Uniti dalla Biblioteca del Congresso come "culturalmente, storicamente o esteticamente significativo"

## Remake
Nel 2000 ne è stata realizzata una nuova versione televisiva, Il miracolo di Annie, per la regia di Nadia Tass e con Alison Elliott e Hallie Kate Eisenberg nei ruoli di Anne Sullivan e Helen Keller.